# Philip Queffelec
 (juin 2022).
Il peut être nécessaire de l'améliorer pour respecter le principe de neutralité de point de vue. Veuillez consulter la page de discussion pour plus de détails.

Philip Queffélec (né le 5 octobre 1954) est un homme d'affaires Franco-Suisse, notamment connu comme fondateur de la société de location d'avions d'affaires Air Engineering Finance et de Masterjet, ainsi que comme président du groupe de services aéronautiques Sparfell Aviation Group,.

## Jeunesse et carrière
Philip Queffélec est né en 1954 à Brest, en France, d'un père pilote de ligne et d'une mère d'origine écossaise. Queffelec a quitté la Bretagne alors qu'il était encore très jeune, pour vivre à Madagascar où son père a été recruté au poste de capitaine pour Air Madagascar. Il a passé 7 ans à Antananarivo et a commencé à s'intéresser à l'aviation, inspiré par le travail de son père.
Il a quitté Madagascar pour poursuivre ses études, d'abord dans un pensionnat en Bretagne, puis à Paris, au Lycée Janson de Sailly.

Queffelec a quitté la France à l'âge de 20 ans pour rejoindre Caracas, où il crée sa première entreprise métallurgique d'import-export, Intermina de Venezuela SA.

### Retour en France (1980-1990)
Au début des années 1980, Queffelec a vendu les parts de son entreprise métallurgique et est retourné à Paris pour rejoindre l'entreprise américaine Xerox. Il y a travaillé en tant que responsable et directeur de l'équipe commerciale pendant les 8 années qui ont suivi. Il gérait notamment le contrat de Xerox avec l'Ambassade américaine en France.
À la fin des années 1980, Queffelec a décidé de changer de carrière pour rejoindre le domaine de la location d'avions. Cette décision s'est avérée être la bonne, générant environ 80 millions de dollars sur 18 mois.

### Début de carrière et création de Masterjet (années 1990)
En 1990, Queffelec vivait à Londres et possédait une société privée, Euro Aircraft Trading LTD, qui vendait et louait des avions à des clients privilégiés. Il était le représentant de McDonnell Douglas Aircraft. C'est au cours de cette période qu'il a lancé le nouvel hélicoptère MD520 Notar en Europe et en a été le premier pilote européen.
Cet hélicoptère sera ensuite présenté aux salons de Farnborough et de Paris-Le Bourget, et en 1992, Queffelec le pilotera pour battre le record du monde sur un parcours reconnu entre Paris et Londres lors du salon de Famborough.
Puis Queffelec déménage à Genève. En Suisse, il crée la Corporate Jet Management SA à pour exploiter la flotte du Groupe Rolex Watch en 2000.
En 2005, Queffelec fonde Masterjet, l'une des plus grandes compagnies aériennes VVIP d'Europe.

### Président de Sparfell
Queffelec est le fondateur et président du groupe suisse Sparfell Aviation,,.

## Vie personnelle
Queffelec a une fille nommée Sophie Queffelec et un fils nommé Edward Queffelec, qui occupe actuellement le poste de PDG de Sparfell.